# El-Arich
 (janvier 2013).
Si vous disposez d'ouvrages ou d'articles de référence ou si vous connaissez des sites web de qualité traitant du thème abordé ici, merci de compléter l'article en donnant les références utiles à sa vérifiabilité et en les liant à la section « Notes et références ».
El-Arich (en arabe Al 'Arish, العريش) est la capitale du gouvernorat égyptien du Sinaï Nord. Sa population était de 114 900 habitants en 2002, ce qui en fait la ville la plus peuplée du Sinaï.
El Arich reçoit les crues du cours d'eau Wadi el-Arish.
C'est aujourd'hui une station balnéaire située sur la côte méditerranéenne de la péninsule du Sinaï, à 344 kilomètres du Caire. 
El-Arich possède un aéroport, l'aéroport El-Arish International (code AITA : AAC).
L'Université du Canal de Suez y assure des enseignements.

## Histoire

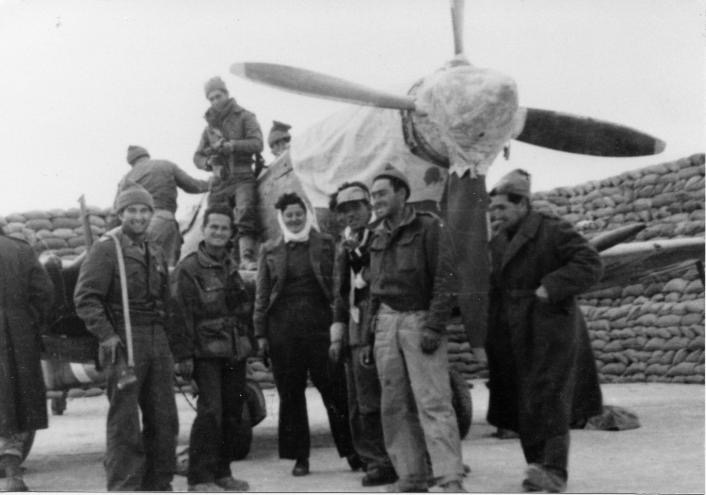
Aérodrome d'El-ʻArīsh, Seconde Guerre mondiale.

La ville se situe à proximité de la localité ptolémaïque de Rhinocolura, et fut parfois identifiée à tort au Moyen Âge avec le site biblique de Soukkot, car arich est l'équivalent arabe du mot hébreu soukkot (cabanes).
Le 2 avril 1118, Baudouin Ier, le premier roi de Jérusalem des Croisés, de retour d'une campagne contre l'Égypte, y meurt.
Elle est prise et fortifiée par les Ottomans en 1560.
Pendant la campagne d'Égypte de Bonaparte, assiégée par les forces françaises, elle tombe 11 jours après le 19 février 1799. La forteresse est reprise le 30 décembre 1799. Une convention y est signée le 24 janvier 1800 sur l'évacuation de l'Égypte par les troupes françaises, non respectée.
Théodor Herzl propose El Arish, et Chypre, comme une des implantations possibles, si le Sultan ou le Kaiser continuent à refuser une implantation en Palestine. Joseph Chamberlain finit par l'accepter en 1903, mais l'accord n'est pas appliqué.
Le fort est plus tard détruit par les bombardements britanniques pendant la Première Guerre mondiale durant la campagne du Sinaï et de la Palestine alors que l'armée ottomane tentait d'arriver au canal de Suez. La gare d'El-Arich était située sur la ligne de chemin de fer, au départ militaire, partant d’el Qantara et rejoignant Haïfa. Cette ligne a fait partie des chemins de fer de Palestine de 1920 à 1948.
El-Arich passe brièvement sous administration israélienne en 1956, puis entre 1967 et 1979, date à laquelle elle est rétrocédée à l'Égypte.
Selon l'historien israélien Aryeh Yitzhaki, pendant la Guerre des Six Jours, dans la région d'El-Arish, une unité d'élite des forces israéliennes aurait exécuté 300 soldats égyptiens ou palestiniens de l'Armée de libération de la Palestine qui avaient jeté leurs armes. En novembre 2001, le mensuel Le Monde diplomatique publie un article de l'écrivain et journaliste néo-zélandais Nicky Hager (en), affirmant que l'attaque connue sous le nom de l'incident de l'USS Liberty pourrait avoir eu pour objectif « d’empêcher la collecte d’informations sur ces crimes de guerre. »
La zone est depuis un certain temps un important point de passage commercial entre les deux pays, et une destination touristique appréciée, malgré les attentats qui y ont eu lieu le 26 avril 2006 et le 24 novembre 2017